# اف. گری گری
اف. گری گری (انگلیسی: F. Gary Gray؛ زادهٔ ۱۷ ژوئیهٔ ۱۹۶۹) یک کارگردان فیلم، تهیه‌کننده فیلم و کارگردان موزیک ویدئو اهل ایالات متحده آمریکا است.

## آثار کارگردانی‌
- جمعه (۱۹۹۵)
- منفجرش کن (۱۹۹۶)
- مذاکره‌کننده (۱۹۹۸)
- کسب‌وکار ایتالیایی (۲۰۰۳)
- یک مرد تنها (۲۰۰۳)
- باحال باش (۲۰۰۵)
- شهروند مطیع قانون (۲۰۰۹)
- دریای درختان (۲۰۱۵) - فقط تهیه‌کننده
- مستقیم از کامپتن (۲۰۱۵)
- سرنوشت خشمگین (۲۰۱۷)
- مردان سیاه‌پوش: بین‌المللی (۲۰۱۹)
- آرما ۳ (۲۰۲۱)
- سرقت (۲۰۲۳)